# Princess Princess
Princess Princess (jap. プリンセス・プリンセス Purinsesu Purinsesu) – shōjo-manga autorstwa Mikiyo Tsudy. Na podstawie mangi powstało 12-odcinkowe anime w studiu animacji Studio Deen, drama Princess Princess D emitowana w Japonii od 28 czerwca do 13 września 2006 roku, a także powieść wizualna na PlayStation 2 pt. Princess Princess: Himetachi no Abunai Hōkago wydana 26 października 2006 roku.

## Fabuła
Historia obracająca się wokół życia trzech chłopców wybranych na szkolne Księżniczki w szkole dla chłopców, która również okazuje się być najbardziej elitarną szkołą w okolicy. Głównym bohaterem, Tōru Kouno, właśnie przeniesiony do nowej szkoły – Fujimori. Jest jednym uczniów wybranych na jedną z Hime (jap. 姫 dosł. Księżniczka) lub Księżniczek, co jest tradycją w szkole w celu przerwania monotonii życia w otoczeniu samych mężczyzn. Studenci są wybierani do roli Księżniczek (na podstawie pewnych kwalifikacji) i są zmuszeni przebierać się za dziewczyny i uczestniczyć w szkolnych zajęciach.

## Bohaterowie

### Księżniczki
- Tōru Kōno (jap. 河野 亨 Kōno Tōru)

Seiyū: Jun Fukuyama 
Jest głównym bohaterem tej historii, który przenosi się do szkoły dla chłopców i staje się jedną z Księżniczek. Wydaje się być tym zachwycony, ponieważ wszystkie Księżniczki dostają dużo darmowych i luksusowych rzeczy. Jego rodzice zginęli w wypadku, dlatego jego wujek i ciotka adoptowali go. Bardzo niechętnie spędza czas z rodziną, jest to głównie związane z jego młodszą przyrodnią siostrą Sayaką, która ma niezdrową obsesję na jego punkcie. Pracę jako Księżniczka wykorzystuje głównie jako odwrócenie uwagi od problemów, które ma z rodziną. Często wspólnie z Yūjirō lubi drażnić Mikoto.
- Yūjirō Shihōdani (jap. 四方谷 裕史郎 Shihōdani Yūjirō)

Seiyū: Romi Paku 
Zachodnia Księżniczka, jest pewny siebie i nie ma wiele problemów z ubieraniem się jak dziewczyna. Ciągle lubi dokuczać Mikoto bo uważa, że jego reakcje są zabawne. Dystansuje się od reszty rodziny, bo uważa, że jego matka, ojczym i młodszy przyrodni brat są razem „idealną rodziną”. Tōru jest pierwszą osobą, do której kiedykolwiek się otworzył. Najwyraźniej, idealną dziewczyną Yūjirō jest ta o doskonałej figurze.
- Mikoto Yutaka (jap. 豊 実琴 Yutaka Mikoto)

Seiyū: Tetsuya Kakihara 
Wschodnia Księżniczka, jest bardziej niechętny do przebierania się w sukienki, bo nie chce, żeby jego dziewczyna Megumi dowiedziała się o tym. Jest jednak niezawodną osobą – często uparcie jęczy i narzeka na rzeczy, które musi robić jako Księżniczka, ale zawsze robi je mimo to, czy jest on zmuszony czy nie. Jest bardzo zmartwiony ilekroć ktoś inny spoza szkoły dowiaduje się o tym, co robi. Jest najbardziej żywiołowy z trzech Księżniczek, zawsze okazuje wiele emocji i ekspresji, gdy krzyczy na Tōru i Yūjirō. Mikoto również nie ma wyczucia dźwięków, jako że nigdy nie śpiewał, zanim został Księżniczką.

### Samorząd studencki
- Shūya Arisada (jap. 有定 修也 Arisada Shūya)

Seiyū: Hiroshi Kamiya 
Przewodniczący samorządu studenckiego, jest on bardzo pewny siebie, był również Księżniczką na rok przed początkiem historii. Jest bardzo dobrym liderem i często wpada na genialne plany, które są korzystne dla niego i reszty samorządu studenckiego.
- Masayuki Koshino (jap. 越廼 将行 Koshino Masayuki)

Seiyū: Kōsuke Toriumi 
Wiceprzewodniczący samorządu studenckiego.
- Wataru Harue (jap. 春江 渉 Harue Wataru)

Seiyū: Takuma Terashima 
Skarbnik samorządu studenckiego, jest bardzo dobry z matematyki.
- Takahiro Tadasu (jap. 糺 孝弘 Tadasu Takahiro)

Seiyū: Eiji Miyashita 
Sekretarz samorządu studenckiego.

### Inni
- Akira Sakamoto (jap. 坂本 秋良 Sakamoto Akira)

Seiyū: Sōichirō Hoshi 
Przewodniczący klasy 1-D (klasy Tōru i Yūjirō).
- Kaoru Natashō (jap. 名田 庄薫 Natashō Kaoru)

Seiyū: Anri Katsu 
Uczeń trzeciej klasy. Projektuje wszystkie stroje, które noszą Księżniczki.
- Harumi Sakamoto (jap. 坂本 春海 Sakamoto Harumi)

Seiyū: Kenji Nojima 
Starszy brat Akiry i były uczeń Fujimori znany jako „Sakamoto-sama” z powodu swojej urody.
- Megumi Yoshikawa (jap. 吉川 恵 Yoshikawa Megumi)

Seiyū: Junko Takeuchi 
Dziewczyna Mikoto. Nawet wtedy, gdy dowiaduje się, że Mikoto jest Księżniczką, mówi mu, że kocha go pomimo tego.
- Makoto Yutaka (jap. 豊 麻琴 Yutaka Makoto)

Seiyū: Risa Hayamizu 
Starsza siostra Mikoto różniąca się od niego osobowością.
- Sayaka Kōno (jap. 河野 さやか Kōno Sayaka)

Seiyū: Chieko Higuchi 
Przyrodnia siostra Tōru. Jest zakochana w Tōru i jest bardzo stanowcza (do punktu psychozy) na temat ich ślubu pewnego dnia wbrew woli Tōru, który nie odwzajemnia jej uczucia.
- Shin’nosuke Shihōdani (jap. 四方谷 慎之介 Shihōdani Shin’nosuke)

Seiyū: Sayaka Aoki 
Młodszy brat przyrodni Yūjirō. Początkowo wydaje się być bardzo nieśmiały i szczególnie niechętny do rozmów z Yūjirō. Jednak później stwierdza, że chce widywać go w domu częściej, aby mógł poślubić „siostrę” (po tym jak zobaczył Yūjirō w stroju Księżniczki).

### Princess Princess +
- Tomoe Izumi (jap. 和泉 巴 Izumi Tomoe)

Został wybrany na jedną z nowych Księżniczek. Jego rodzice nie okazują mu wiele uwagi, ponieważ są często zajęci swoimi interesami.
- Kiriya Matsuoka (jap. 松岡 桐也 Matsuoka Kiriya)

Został także wybrany na jedną z nowych Księżniczek. Stracił rodziców, i obecnie mieszka ze swoim starszym bratem i młodszą siostrą.

## Media
Opening
- „Kimi to Deatte Kara” (jap. キミと出逢ってから), śpiewane przez Atsushi Miyazawa.

Ending
- „Hohoemi wo Agetai” (jap. 微笑みをあげたい), śpiewane przez team-F.